# Даугмале
56°49′53″ пн. ш. 24°22′54″ сх. д. / 56.83138889° пн. ш. 24.38166667° сх. д.

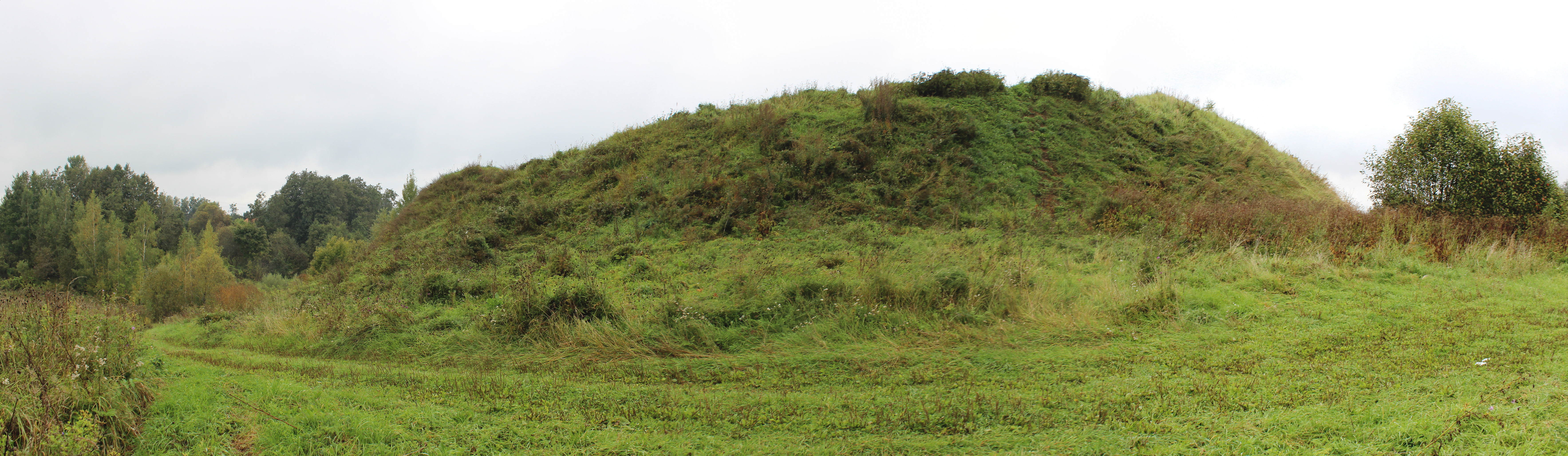
Даугмале

Даугмале, Даугмальське городище (латис. Daugmale) — городище на лівому березі річки Західна Двіна (Даугава), за 22 км на південний схід від Риги (Латвія). Археологічні розкопки стародавнього міста проводилися в 1933, 1935—1937, 1966—1970. Найдавніші знахідки — бронзові серпи і кам'яні знаряддя датуються кінцем II тисячоліття до н. е. Укріплення поселення з'явилися на початку нашої ери.
Місто існувало з початку X століття. Розташовувався в окрузі Пуцелене земгальської землі Упмале. У міста було кілька сіл — поселення на островах Могилі і Марціньсала і поселення Лавкскола на протилежному березі Даугави. У IX — першій пол. X століття поселення було повністю Земгальське, в XI столітті Даугмале було вже в значній мірі лівським, тоді ж тут жили і скандинави. Городище площею 0,4 га, посад — 2 га, гавань, два ґрунтових могильника — Даугмалес Лівес (VII—XII століття, земгано-село-латгала-скандинаво-лівське) і Томес Нариняс (XI—XII століття, лівське).
Розквіт міста — 2-га пол. X століття — 1-я пів. XI століття, коли поселення з етнічно змішаним населенням (земгали, латгали, ліви, руси і скандинави) стає центром транзитної торгівлі та ремесел. У Даугмале знайдено більше 190 монет VIII—XII століть (арабські, візантійські і західноєвропейські), з них 130 є окремими знахідками, 60 в складі скарбів. У шарах цього часу знайдені житло, залазоплавільні печі (знайдено 265 тиглів і їх фрагментів), ювелірні та інші майстерні з знаряддями праці, господарські будівлі, ремісничі вироби, в тому числі по східним і західним зразкам, а також різні привізні предмети (скляні намиста, бронзові та срібні злитки, руські шиферні пряслиця та ін.). У місті обробляли бронзу, олово і срібло — вироби з Даугмале (підвіски — фігурки, хрестики, мініатюрні топірці і ін.) Трапляються на території сучасних Білорусі, Росії, України і Фінляндії.
Занепад міста почався з середини XI століття і був пов'язаний з появою в Нижньому Подвинні полоцьких міст Герцик і Кукенойс. Остаточно місто прийшло в занепад в кінце XII — початку XIII століття, коли укріплення Даугмале були зруйновані і більше не відновлювалися. Руйнування було пов'язано з будівництвом німцями Риги, так як Даугмале було її торговим конкурентом. Можливо з цим пов'язано єдина, хоча і непряма, згадка Даугмале в джерелах — в Хроніці Лівонії Генріха Латвійського «Земгальська гавань». У 1200 році папа римський Інокентій III, під загрозою церковного прокляття, заборонив всім торговцям заходити в «Земгальську гавань» з метою торгівлі. У тій же хроніці описано випадок, коли за порушення цієї заборони торговець і лоцман корабля були страчені.